# حالة بو ماهر
حالة بو ماهر هو حي في جزيرة المحرق بمملكة البحرين وتابع لمحافظة المحرق. كانت جزيرة منفصلة ولكن بعد التوسع الساحلي والتجريف فقد اندمجت الجزيرة مع جزيرة المحرق وأصبحت سكانها السابقين صاروا جيران سكان مدينة المحرق. أحيانا يتم اختصار الاسم بـ(الحالة). وهو يقع على الطرف الجنوبي من مدينة المحرق.
حي هو الموطن التاريخي لقلعة بو ماهر. يوجد نادي الحالة في حالة بو ماهر أيضا.